# Нетреба, Михаил Павлович
Михаил Павлович Нетреба — советский хозяйственный и политический деятель.

## Биография
Родился в 1926 году в селе Старый Каврай. Член КПСС.
Участник Великой Отечественной войны.
Окончил Озерский сельскохозяйственный техникум и Одесский гидротехнический институт, аспирант Ленинградского филиала Академии строительства и архитектуры СССР, кандидат технических наук.
В 1956—1963 гг. — мастер, прораб, старший прораб СМУ № 1 «Балтстройтреста», инструктор Калининградского горкома КПСС.
В 1963—1966 гг. — первый секретарь Ленинградского районного комитета КПСС города Калининграда.
В 1966—1981 гг. — второй секретарь Калининградского горкома КПСС.
В 1981—1987 гг. — первый секретарь Калининградского горкома КПСС.
В 1987—2007 гг. — начальник Северо-Западного комплексного отдела КБ по железобетону им. А. А. Якушева.
Делегат XXVII съезда КПСС.
Лауреат премии Совета Министров СССР. Почетный строитель РФ. Почетный гражданин Калининграда.
Умер в 2022 году в Калининграде.

## Награды
- Орден Отечественной войны II степени (дважды)
- Орден Трудового Красного Знамени
- Орден Знак Почёта (дважды)
- Медаль «За отвагу»